# Čierny potok (přítok Bystrianky)
Čierny potok je 3,2 km dlouhý potok v regionu Horní Pohroní, v okrese Brezno na Slovensku. Jedná se o pravostranný přítok Bystrianky.

## Pramen
Pramení v podhůří Nízkých Tater, v podcelku Ďumbierské Tatry, na jižním svahu Mesiačika (1362 m n. m.) v nadmořské výšce 920 m.

## Průběh toku
Od pramene teče nejprve krátce na jih, následně se stáčí na jihovýchod a vtéká do Bystrianského podhoří v Horehronském podolí. Tady nejprve zprava přibírá přítok pramenící východně od osady Krpáčovo a poté zleva přítok z jihovýchodního svahu Mesiačka a zprava přítok od Príslopu. Odtud pokračuje jižní částí střediska Tále, protéká okolo areálu autokempu Tále na levém břehu, pod silnicí II/584 a severně od obce Bystrá ústí v nadmořské výšce 617 m do Bystrianky.